# Comuna Novi Iarîlovîci, Ripkî
Novi Iarîlovîci (în ucraineană Нові Яриловичі) este o comună în raionul Ripkî, regiunea Cernihiv, Ucraina, formată din satele Kîselivka, Nova Papirnea, Novi Iarîlovîci (reședința), Sîdelivka, Skîtok și Stari Iarîlovîci.

## Demografie
Componența lingvistică a comunei Novi Iarîlovîci
     Ucraineană (87,55%)
     Rusă (9,36%)
     Belarusă (3,09%)
Conform recensământului din 2001, majoritatea populației comunei Novi Iarîlovîci era vorbitoare de ucraineană (87,55%), existând în minoritate și vorbitori de rusă (9,36%) și belarusă (3,09%).